# BQ Большого Пса
BQ Большого Пса (лат. BQ Canis Majoris) — одиночная переменная звезда в созвездии Большого Пса на расстоянии (вычисленном из значения параллакса) приблизительно 4885 световых лет (около 1498 парсеков) от Солнца. Видимая звёздная величина звезды — от более +13m до +9,7m.

## Характеристики
BQ Большого Пса — красная пульсирующая переменная звезда, мирида (M) спектрального класса M8.